# Liste der Flüsse in Lesotho

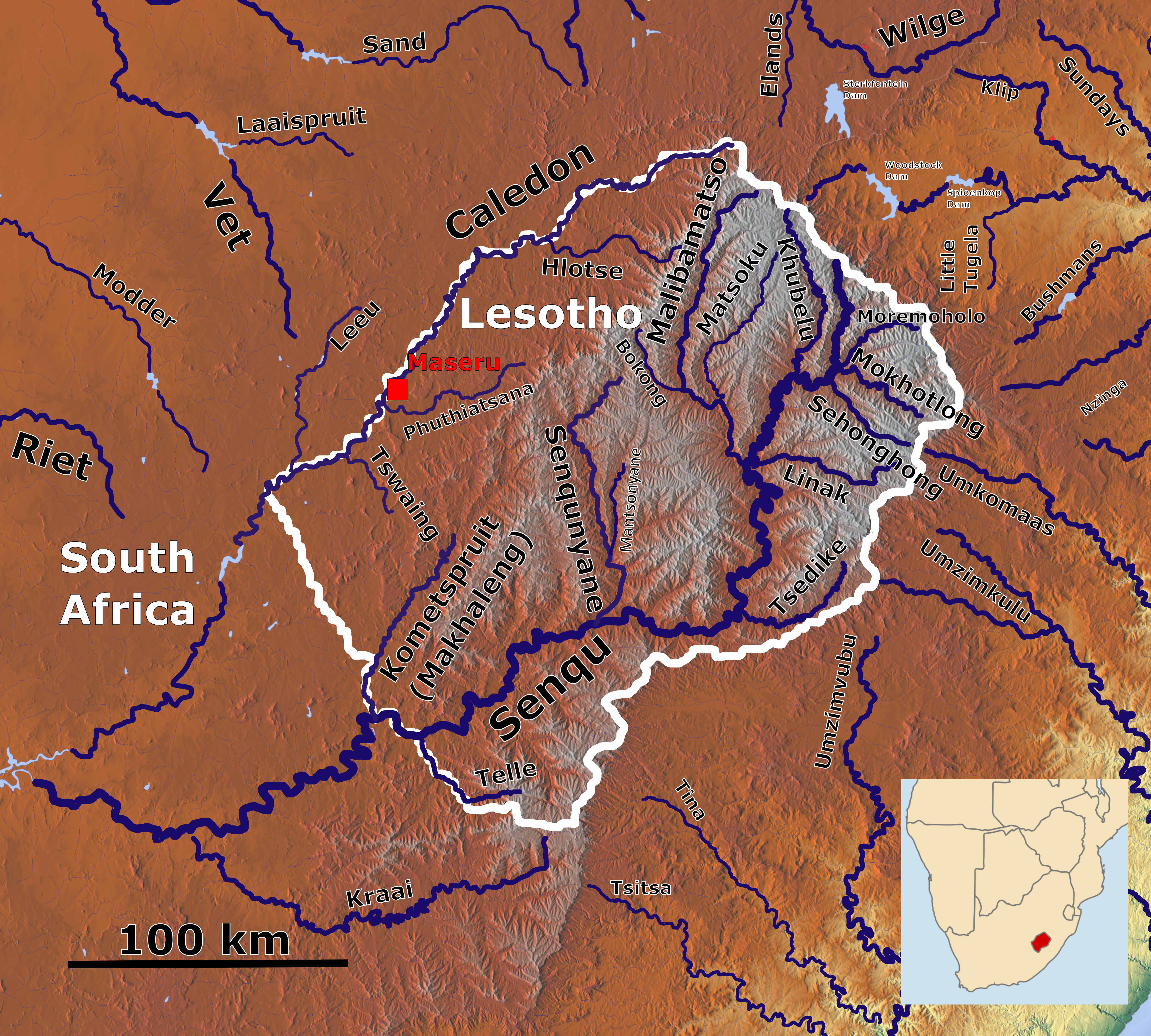
Karte mit den größten Flüssen Lesothos

Das ist eine Liste der Flüsse in Lesotho. Der gesamte niederschlagsreiche Binnenstaat entwässert über den Oranje-Fluss, der in seinem Osten entspringt. Die östliche und die südliche Landesgrenze entsprechen der Einzugsgebietsgrenze des Oranje.
Viele der Flüsse werden zur Stromgewinnung oder zur Trinkwassergewinnung gestaut. Im Lesotho Highlands Water Project wird gestautes Wasser über Kanäle zur Wasserversorgung durch Rand Water in die Region Johannesburg in Südafrika geleitet.
Im Folgenden sind die Flüsse Lesothos (Auswahl) nach Gewässersystem und Mündungsreihenfolge sortiert.

## Oranje(Senqu)
- Mokhotlong
- Sehonghong
- Khubelu
- Linakeng (Linak, Dinakeng)
- Malibamatšo
  - Tlholohatsi River
  - Matseng River
  - Tsehlanyane River
  - Motete
  - Pelaneng River
  - Bokong River
  - Matsoku
- Tsoelike (Tsedike)
- Senqunyane
  - Mantsonyane
- Telle River
- Makhaleng (Kometspuit)
- Caledon (Mohokare River)
  - Hololo
  - Qalo
  - Phuthiatsana
  - Hlotse
  - Tswaing